# Sada-jinja
Sada-jinja (佐太神社, « sanctuaire Sada ») est un sanctuaire shinto situé dans la commune de Matsue, dans le village de Kashima, préfecture de Shimane, au sud-ouest du Japon. Il est situé près du canal Sada-gawa, à mi-chemin entre le centre-ville de Matsue et la mer du Japon, au pied du mont Asahi.

## Aperçu
Classé bien culturel important, ce sanctuaire a la particularité d’être constitué de trois bâtiments honden, tous de style architectural Taisha-zukuri juxtaposés. Ce type de construction, très rare, est appelé sanden heiritsu (三殿並立). Le style Taisha fait référence au grand sanctuaire d'Izumo Taisha, l'un des plus importants sanctuaires du Japon, qui se trouve dans la région. Le sanctuaire Sada est le second plus important sanctuaire de la région d'Izumo.
Le sanctuaire Sada fut cité dans l’ancienne chronique Izumo-no-Kuni Fudoki (733) qui relate l’histoire de la province d'Izumo. Les principaux bâtiments du sanctuaire tels qu'ils sont aujourd'hui remontent à 1807 mais furent de ce style dès la fin du XVIIe siècle.
Dédié aux plus importantes des divinités shintoïstes, le sanctuaire tire son nom de Sada-no-Ōkami, divinité née dans la grotte Kaka-no-Kukedo sur la rive nord de la péninsule de Shimane. Au centre des trois bâtiments sont célébrés Sada-no-Ōkami, Izanagi et Izanami (le couple céleste qui créa le Japon), Kototoki et Hayatama. Le bâtiment de droite, au nord, célèbre la déesse du Soleil, Amaterasu, et Ninigi, ancêtre du premier empereur du Japon. Le bâtiment de gauche, au sud, est dédie à Susanoo (frère de Amaterasu exilé sur terre et dieu de la tempête) ainsi que quatre autres dieux.
Le sanctuaire abrite également d'importants trésors nationaux : un éventail en cyprès du Japon hinoki accompagné d'un coffret à éventail datant de la période Heian ainsi que trois pièces d'armures des époques Nanboku et Muromachi. Y sont également conservés divers objets, présentoirs à offrande laqués, des miroirs kyōzō (鏡像), un masque de bugaku et des sabres nodachi et naginata.

## Les rituels du sanctuaire
Le sanctuaire célèbre dans l'année pas moins de soixante-quinze fêtes et rituels. La plus importante d'entre elles est le sada shin nō, danse sacrée inscrite à l'UNESCO en tant patrimoine culturel immatériel de l'humanité.

### Lesada shin nō
Forme rare de kagura consistant en une danse proche du nô, le sada shin nō est une série de danses rituelles de purification exécutées chaque année les 24 et 25 septembre qui se divisent en trois cycles : le shichiza shinji (七座神事), le shikisanban (式三番) et le shin nō (神能) proprement dit.
Les prêtres du sanctuaire ne pouvant le danser, le sada shin nō est effectué et transmis de génération en génération par les membres de la communauté. Il peut également être joué, sur demande, dans d’autres sanctuaires voisins.

### O-imi matsuri
O-imi matsuri (お忌祭り)